# 黄沙瑶族乡
黄沙瑶族乡是中华人民共和国广西壮族自治区桂林市临桂区下辖的一个民族乡。

## 行政区划
黄沙瑶族乡下辖以下村级行政区划单位：
黄沙村、翻水村、宇海村、滩头村和围岭村。